# 國際租賃財務公司
國際租賃財務公司（英語：International Lease Finance Corporation，簡稱ILFC）是美國一間著名的飛機租賃及銷售公司，總部設於加州的洛杉矶，是全球最大的飛機租賃與銷售公司。它主要租賃波音及空中巴士的飛機予全球各大小航空公司。

## 歷史

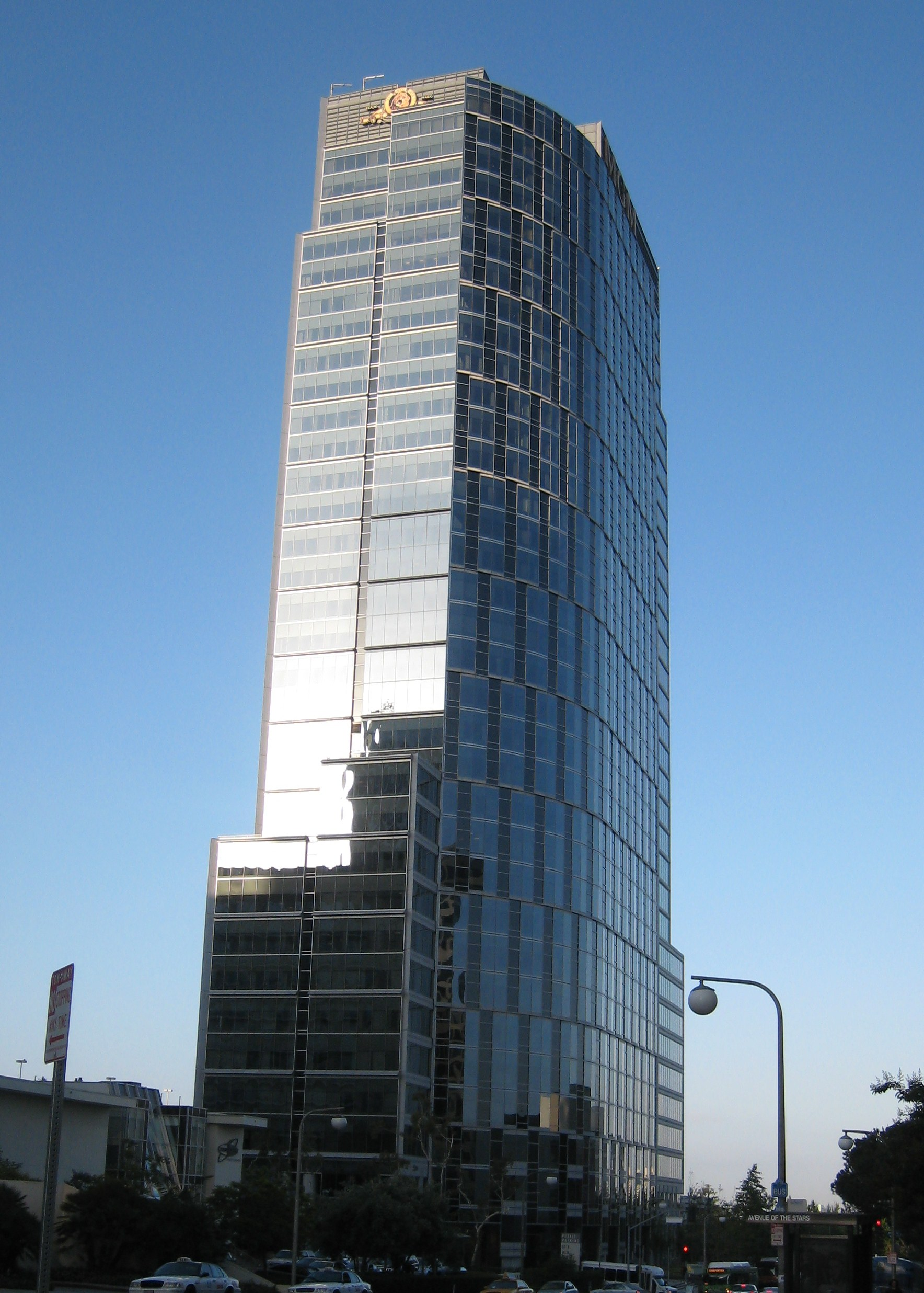
國租總部

ILFC在1973年由力斯理·干達（Leslie Gonda）、路易斯·干達（Louis L. Gonda）父子及史提芬·F·烏伐希斯（Steven F. Udvar-Hazy）成立。於1990年被美國國際集團（AIG）收購成為其旗下公司之一，但仍由烏伐希斯出任主席，直至2010年1月從董事局中退休。
2005年初，ILFC合共擁有824架飛機。據2007年8月6日出版的《民航一周與航太雜誌》（Aviation Week and Space Technology magazine）指出，截至2007年8月，ILFC已擁有超過900架飛機，總值逾480億美元，它共時是波音和空中巴士全球最大的客戶。
ILFC原本訂購了10架A380（客機和貨機版各佔5架），並原定在2007年夏季交付，但該計劃在2006年暫時延遲，最快要待2013年才交付，同時把該5架貨機也轉為客機。
據2008年5月13日出版的華爾街日報C1版的資料，截至2007年，ILFC的利潤為47.3億美元，總收入則達6億4000萬美元，員工數目170人。
2013年12月15日美國國際集團（AIG）就出售飛機租賃業務ILFC予以荷蘭為基地的AerCap達成協議，總代價約54億美元，包括30億美元現金及9,756萬股對方新發行股份

## 母公司AIG的財務危機
金融海嘯期間，ILFC的母公司AIG出現財務危機，令ILFC一度面對被售出的危險。創辦人兼行政總裁烏伐希斯是其中一個可能的買家，雖然他須重整財務以成交。中國及中東的主权财富基金被確立為提供財政來源。
西北航空前行政總裁道格拉斯·史德陵蘭（Douglas Steenland），將會接替退休的烏伐希斯出任ILFC行政總裁。

## 顧客

### 亞洲

#### 香港
- 國泰航空
- 國泰港龍航空
- 香港航空[7]。

#### 印度
- 印度航空
- 捷特航空
- 翠鳥航空
  - Kingfisher Red
- 香料航空
- 印度人航空
- JetLite（英语：JetLite）
- 巴拉山航空（英语：Paramount Airways）

#### 印度尼西亞
- 印度尼西亞鷹航空
- 獅子航空
- 曼达拉航空

#### 巴基斯坦
- 藍色航空
- 巴基斯坦国际航空

#### 
- 韓亞航空

#### 中華民國
- 中華航空

### 大洋洲

#### 
- 維珍藍航空

#### 斐济
- 太平洋航空

#### 新西兰
- 紐西蘭航空

#### 法屬玻里尼西亞
- 大溪地航空

#### 
- 瓦努阿圖航空

### 歐洲

#### 奥地利
- 奧地利航空

#### 賽普勒斯
- 塞浦路斯航空
- 欧洲塞浦路斯航空

#### 芬兰
- 芬兰航空
- 芬兰航空 (Air Finland)

#### 法國
- 法國航空
- 加勒比海航空
- 法國特大航空

#### 德国
- 赫伯罗特航空
- 德国之翼
- 途易航空

#### 希腊
- 愛琴海航空
- Olympic Airlines（英语：Olympic Airlines）

#### 冰島
- 亞特蘭大冰島航空
- 派美拉航空

#### 爱尔兰
- 爱尔兰航空

#### 荷蘭
- 荷蘭皇家航空
- 阿姆斯特丹航空（英语：Amsterdam Airlines）

#### 挪威
- 挪威穿梭航空

#### 葡萄牙
- TAP葡萄牙航空
- Hi Fly (airline)（英语：Hi Fly (airline)）
- 亞速爾群島航空

#### 西班牙
- 西班牙國家航空
- 伏林航空

#### 土耳其
- 土耳其航空

#### 英国
- 維珍航空
- Flyglobespan（英语：Flyglobespan）
- 托馬斯·庫克航空
- Thomsonfly（英语：Thomsonfly）

### 北美洲

#### 美国
- 美國航空
- 達美航空
- 阿拉斯加航空
- 邊疆航空
- 捷藍航空
- 西南航空
- 夏威夷航空
- 邁阿密國際航空（英语：Miami Air International）
- 太阳城航空
- North American Airlines（英语：North American Airlines）
- 全能國際航空
- 美國3000航空（英语：USA3000 Airlines）
- 世界航空（英语：World Airways）
- 聯合航空

#### 加拿大
- 加拿大航空
- 越洋航空
- Skyservice Airlines（英语：Skyservice Airlines）

#### 墨西哥
- 墨西哥國際航空

### 南美洲

#### 阿根廷
- 阿根廷航空

#### 巴西
- 高爾航空

#### 智利
- 智利國家航空

#### 委內瑞拉
- 委內瑞拉聯合航空

### 中美州及加勒比海

#### 开曼群岛
- 开曼航空

#### 牙买加
- 牙買加航空（英语：Air Jamaica）

#### 巴拿马
- 巴拿馬航空

#### 千里達及托巴哥
- 加勒比航空

### 非洲

#### 
- 佛得角航空

#### 衣索比亞
- 埃塞俄比亞航空

#### 
- 肯雅航空

#### 马达加斯加
- 馬達加斯加航空

#### 模里西斯
- 毛里裘斯航空

#### 留尼汪
- 南方航空

#### 塞舌尔
- 塞舌爾航空

#### 南非
- 南非航空

#### 突尼西亞
- Nouvelair（英语：Nouvelair）

## 外部連結
- ILFC官方網站